# Privilegium minus
Privilegium minus (în germană Kleiner Freiheitsbrief) este un certificat imperial emis în anul 1156, prin care Marca Ostarrichi (în termeni contemporani numită deja Marcha Austria) s-a separat de ducatul inițial Bavaria devenind astfel ducat independent.
Pentru Republica Austria de astăzi, acesta reprezintă unul dintre documentele istorice ale fondării ei.

## Privilegiile
Privilegium minus este descris de cercetători (pentru a-l diferenția de Privilegium maius - un document falsificat în cancelaria lui Rudolf al IV-lea în anul 1358/59) ca fiind o „diplomă solemnă” emisă pe 17 septembrie 1156 de împăratul Frederic I pentru Henric al II-lea Jasomirgott, duce al Bavariei din Casa Babenberg.
Documentul stabilea:
- înălțarea Mărcii Austria de la rangul de margrafiat la rangul de ducat ereditar pentru familia de Babenberg;
- moștenirea titlului de duce inclusiv pe linie feminină;
- în cazul lipsei unui urmaș, ducele putea decide cine urma să moștenească titlul de duce (libertas affectandi);
- obligația de a participa la diete era limitată la cele care se țineau în ducatul Bavaria;
- obligația de asigura armată doar pentru conflictele din teritoriile învecinate ducatului Austria.[1]

Privilegium minus a apărut pe fundalul conflictului familiilor Staufer și Welf, pe care tânărul împărat de atunci, descendent din ambele case, dorea să îl rezolve. Ducatul Bavaria, aflat sub cârmuirea familiei Babenberg încă din 1139, fusese înapoiat lui Henric Leul din familia Welf. Ridicarea la rangul de Duce de Austria nu a fost altceva decât un substitut și a fost în general văzută ca o înfrângere a lui Henric Jasomirgott. Scopul principal urmărit de Frederic I era micșorarea Bavariei prin separarea Mărcii Austria aflată în estul ei limitând astfel creșterea puterii lui Henric Leul.

## Istoria anterioară
În martie 1152, Frederic I Barbarossa a fost ales rege romano-german. Este de presupus că Henric Leul a fost printre cei care l-au ales și că în avans îi fusese promis că va primi din nou Ducatul Bavaria. Acest fapt nu poate fi însă dovedit în mod clar, deoarece sursele istorice sunt foarte incomplete. În scrierile sale cronicarul Otto de Freising, care este o sursă foarte importantă pentru această perioadă, nu i-a numit pe cei care au participat la alegerea de la Frankfurt. Frederic I Barbarossa era foarte interesat să obțină bunăvoința lui Henric Leul, deoarece planifica o incursiune militară în Italia și avea nevoie de sprijinul lui. În aceste condiții, Barbarossa i-a permis lui Henric să unească cele două ducate aflate sub conducerea sa, Saxonia și Bavaria.
Tot în 1152 când regele i-a convocat pe cei doi duci la dieta ținută în Würzburg pentru negocieri legate de ducatul Bavaria, Henric Jasomirgott nu a venit. De Rusalii în 1153 ambii duci au sosit la Worms însă nu s-a ajuns la niciun rezultat deoarece Henric Jasomirgott a considerat că nu a fost invitat legal. Folosirea acestor pretexte avea ca scop evitarea luării unei decizii.
Totuși în 1154 Frederic I Barbarossa dorea să ia o decizie deoarece se apropia termenul incursiunii plănuite în Italia, pentru care avea nevoie de armata ce urma să fie trimisă de Henric Leul. Acesta încerca să forțeze luarea unei decizii  în favoarea sa. La dieta ținută în iunie 1154 la Goslar, ambii adversari au fost chemați, dar Henric Jasomirgott din nou nu a venit. Instanța regală a decis apoi să-i acorde ducatul Bavariei lui Henric Leul. Această decizie a fost luată mai ușor deoarece Henric Jasomirgott nu reușise să-și consolideze puterea în Bavaria. El își mutase deja reședința de la Regensburg la Viena, un oraș care devenise înfloritor de pe urma comerțului la distanțe mari, retrăgându-se astfel din părțile de nord ale Bavariei în partea de sud a teritoriului.
Prin verdictul dat de instanța regală, Henric Leul deținea încă din 1154 titlul de duce al Saxoniei și al Bavariei prin documente și sigiliu. Învestitura a avut loc abia în septembrie 1156 la dieta ținută la Regensburg, când Henric Jasomirgott a renunțat oficial la aceste titluri. Henric Leul fusese încurajat în decizia sa de a deține și titlul de duce al Bavariei, atunci când nobilii bavarezi i-au jurat credință la Regensburg în octombrie 1155.
Pe 5 iunie 1156 Frederic Barbarossa s-a întâlnit cu Henric Jasomirgott lângă Regensburg fără ca Henric Leul să fie prezent. Detalii legate de conversația lor nu se cunosc pentru că întâlnirea lor a fost una secretă.

## Dieta de la Regensburg în septembrie 1156
Pe 8 septembrie 1156 la dieta ținută de Frederic la Regensburg, Henric Jasomirgott și-a așezat tabăra lângă oraș având intenția de a proclama decizia ce fusese stabilită pe 5 iunie 1156. Frederic a vizitat împreună cu mai marii imperiului, printre care și Henric Leul, tabăra lui Jasomirgott ceea ce a arătat atitudinea deosebit de binevoitoare a lui Frederic față de acest Babenberg. Nu se poate clarifica însă dacă vizita lui Frederic în tabăra lui Henric Jasomirgott a fost rezultatul unei condiții puse la luarea deciziei din 5 iunie 1156 sau împăratul a vrut să evite dificultatea alegerii modului de a-l primi pe Henric Leul la reședința sa.
Henric Jasomirgott i-a dat lui Frederic șapte steaguri - gest care reprezenta simbolic renunțarea la Ducatul Bavariei. Frederic l-a înfeudat apoi pe Henric Leul dându-i aceleași steaguri, iar acesta i-a înapoiat două steaguri împăratului. Frederic transformase Marca Austria în ducat pe baza unei rezoluții a principilor electori, ducat pe care l-a dat lui Henric Jasomirgott și soției sale prin gestul simbolic de a-i preda cele două steaguri înapoiate de Henric Leul.

## Soluționarea litigiului prin reglementări feudale
Nouă zile după ceremonia solemnă care a avut loc pe 8 septembrie 1156, după alte negocieri, a fost emis Privilegium minus. Prin intermediul reglementărilor privind feudele din Privilegium minus, Barbarossa găsise o soluție pe termen lung pentru conflictul asupra Ducatului Bavariei.

### Transformarea Mărcii în Ducat
Această transformare a fost precedată de un verdict al prinților, pe care împăratul îl ceruse și care a fost pronunțat de una dintre cele mai distinse personalități ale imperiului, ducele Vladislav al II-lea al Boemiei. Formularea Privilegium minus care cuprinde acest verdict este „omnibus principibus approbantibus marchiam Austrie in ducatum commutavimus”. Transformarea mărcii în ducat este justificată într-un preambul dedicat „onoarei și gloriei” lui Henric Jasomirgott; în consecință, motivul aceastei schimbări este faptul că Henric Jasomirgott nu ar trebui să renunțe la onoarea și faima care erau asociate titlului de duce.
Mai mult, o retrogradare a lui Henric Jasomirgott la rangul de margraf ar fi fost intolerabilă, pentru că el nu purta nicio vină personală, iar în caz contrar Henric Leul, în calitate de Duce al Bavariei, i-ar fi fost ierarhic superior lui Jasomirgott. Toate acestea arată cât de importantă era menținerea statutului deja dobândit anterior de cei implicați.
Conform Privilegium minus Henric Jasomirgott a primit noul ducat cu toate drepturile și toate feudele pe care margraful Leopold le deținuse pe vremea când acestea aparțineau Ducatului Bavariei („que quondam marchio Livpoldus habebat a ducatu Bawarie”). Astfel i se atribuia lui Henric Jasomirgott, ca duce, aceeași poziție deținută anterior ca margraf. Acest fapt a fost decisiv în acceptarea soluției găsite deoarece el nu dorea ca primind titlul de duce să renunțe la privilegiile unui margraf, mai ales cele de natură financiară care, între altele, îi asigurau dreptul de a beneficia de veniturile bisericii, ceea ce nu i-ar fi fost posibil ca duce, datorită imunității și protecției regilor asupra proprietăților bisericilor imperiale.
Pentru Henric Leul, întărirea puterii familiei Babenberg prin  Privilegium minus a însemnat o slăbire a puterii sale datorită pierderii margrafiatului Austria. Bavaria devenise un ducat intern al imperiului, asemănător ducatului Suabia. Henric Leul, datorită întinderii mari a granițelor și a resurselor financiare acum mai limitate, nu-și putea îndeplini sarcinile de apărare a granițelor, mărimea teritoriului în sine nefiind nici ea de neglijat. De aceea câmpul său de acțiune rămânea efectiv doar nordul și nord-estul Saxoniei.
Întărirea puterii familiei Babenberg și simultan slăbirea puterii Welfilor trebuie să fi fost, de asemenea, intenția lui Frederic Barbarossa pentru a contrabalansa greutatea lui Henric Leul, care era cel mai puternic prinț din imperiu la acea vreme. Frederic reușise să găsească o soluție acceptată de ambele părți astfel încât rezultatul să îi ofere avantajul de a obține de la Henric Leul contingentele militare de care avea nevoie pentru campania militară din Italia, fără a-l lăsa să devină prea puternic, și în același timp să îl atragă pe Jasomirgott de partea sa oferindu-i privilegiile pe care acesta le dorea. În plus, soluționarea pașnică a conflictului a servit la menținerea păcii în imperiu, ceea ce a avut o importanță deosebită pentru perioada în care împăratul urma să fie plecat în campania militară planificată în Italia.

### Moștenirea ducatului
Unul dintre privilegiile acordate lui Henric Jasomirgott era dreptul ca, în cazul morții sale fără a lăsa urmași, să poată da moștenire ducatul cui dorea el și soția sa Teodora. Formularea din Privilegium minus este:
“Si autem predictus dux Austrie patruus noster et uxor eius absque liberis decesserint, libertatem habeant eundem ducatum affectandi cuicumque voluerint.”
Trebuie remarcat faptul că acesta era un drept de propunere care a fost acordat numai lui Henric Jasomirgott (patruus noster) și soției sale, Teodora (et uxor eius) deci fusese limitat în timp și nu urma să se aplice generațiilor viitoare. În plus, Barbarossa și-a păstrat dreptul de înfeudare asupra ducatului, numind el însuși succesorul dorit de Henric Jasomirgott și Teodora.
Acest privilegiu neobișnuit își găsește justificarea în situația Babenbergilor din 1156. Henric Jasomirgott și prințesa bizantină Teodora nu aveau copii. Henric avea o fiică minoră, Agnes, din prima căsătorie. Dacă el și Teodora ar fi murit prematur, Agnes ar fi avut o poziție dificilă în imperiu. Cei doi frați ai lui Henric, episcopul Otto de Freising și episcopul Conrad de Passau, au fost, de asemenea, eliminați ca potențiali succesori deoarece amândoi erau clerici. Pentru a garanta existența continuă a familiei Babenberg, Henric Jasomirgott a trebuit să insiste asupra acestei forme speciale de preluare a feudei.
Pentru Frederic Barbarossa, acest privilegiu acordat lui Jasomirgott nu a reprezentat o restrângere specială a puterii sale ca feudal, deoarece în cazul marilor vasali imperiali, el oricum nu putea să refuze înfeudarea fiilor lor moștenitori. El era, de asemenea, foarte interesat de continuitatea familiei Babenberg, deoarece ea reprezenta o contragreutate pentru puterea Welfilor, întrucât fiind duci de Bavaria, puteau ridica pretenții asupra Ducatului Austria după dispariția Babenbergilor.

### Limitarea obligațiilor vasalului
Privilegium minus cuprindea, de asemenea, limitări ale obligației ducelui de a fi prezent la toate dietele imperiale și de a participa la formarea armatei imperiale. Henric Jasomirgott trebuia să participe doar la dietele care se țineau în Bavaria dacă era invitat: „Dux vero Austrie de ducatu suo aliud servicium non debeat imperio, nisi quod ad curias, quas imperator prefixerit in Bawaria, evocatus veniat”. Pentru Henric această limitare geografică înseamna o scutire de la obligațiile financiare, întrucât nu trebuia să aloce fonduri pentru incursiuni și campanii militare în nordul sau vestul imperiului.
Limitarea obligației de a participa cu armată la campaniile militare în țările vecine („Nullam quoque expedicionem debeat, nisi quam forte imperator in regna vel provincias Austrie vicinas ordinaverit.”) se poate explica prin amplasarea geografică a ducatului Austria. Era în interesul lui Frederic Barbarossa să ușureze sarcinile lui Babenberg, astfel încât acesta să își poată continua îndeplinirea îndatoriilor de margraf, sperând mai ales ca el să îi dea ajutorul necesar în viitoarea campanie militară din Italia.